# Artemisinina
A artemisinina e seus derivados são um grupo de  fármacos que possuem a mais rápida acção de todos os medicamentos actuais contra a malária, doença da qual o protozoário P. falciparum é um dos principais agentes etiológicos.
Artemisinina é encontrada em uma planta chamada Artemisia annua, popularmente conhecida como Qinghao, que é usada para tratamento de doenças causadas por protozoários pela Medicina Tradicional Chinesa.
Foi descoberta pela Nobel de Medicina de 2015 Tu Youyou.